# تافون نشوكووي
تافون نشوكووي (مواليد 14 أكتوبر 1994) هو مُقاتل فنون قتالية مختلطة كاميروني.

## وصلات خارجية
- تافون نشوكووي على موقع يو إف سي (الإنجليزية)
- تافون نشوكووي على موقع شيردوغ (الإنجليزية)